# Coenypha
Coenypha is een geslacht van spinnen uit de  familie van de Thomisidae (krabspinnen).

## Soorten
- Coenypha edwardsi (Nicolet, 1849)
- Coenypha fasciata (Mello-Leitão, 1926)
- Coenypha fuliginosa (Nicolet, 1849)
- Coenypha lucasi (Nicolet, 1849)